# Bergamamatta
Bergamamattor är mattor knutna i staden Bergama som ligger på turkiska västkusten. Mattorna är som regel nästan kvadratiska (något som ytterst sällan är fallet med andra mattor från Mellanöstern). Mönstren är alltid geometriska, ofta en stor kantig medaljong omgiven av stiliserade blommor. Färgerna är varma röda och rödbruna färgtoner men även blått, beige och gult förekommer.